# Jacob Ekelund (författare)
Jacob Ekelund, född 17 december 1790, död 6 december 1840, var en svensk historisk författare och pedagog.
Ekelund föddes på komministerbostället Kråkedal i Valla socken på Tjörn i Bohuslän som son till komministern Johannes Ekelund och hans hustru Anna Maria Blixt. Redan under sina studier vid Göteborgs gymnasium utmärkte han sig för sin ovanliga kunskap, men även för sitt ointresse för vårdandet av sitt yttre. Han blev 1811 student vid Lunds universitet, och promoverades till magister 1814, varefter han blev teologie kandidat vid Uppsala universitet 1818 och prästvigdes samma år. År 1821 utnämndes Ekelund till ordinarie kollega vid Klara skola i Stockholm, vilken post han 1835 tog avsked ifrån.
Han är mest känd som en flitig författare av läroböcker i historia, varav de främsta är: Försök till lärobok i gamla historien för lärdomsscholor (1826), Försök till lärobok i medeltidens historia (1828), Försök till lärobok i fäderneslandets historia (1829-1831), Försök till lärobok i nya allmänna historien (1833-1838), Fäderneslandets historia i sammandrag för begynnare (1832).
Utöver sina historieböcker utgav Ekelund även flera översättningar av Walter Scotts och Washington Irvings romaner, samt en svensk översättning av Shakuntala. Han har också skrivit egna berättelser och flera biografier i Svenskt Pantheon med mera.
August Blanche har i Hyrkuskens berättelser givit en livfull skildring av Ekelund som konrektor vid Klara skola på 1820-talet.
Jakob Ekelund gifte sig 1826 med Sophie Engberg.

## Översättningar (urval)
- Arnold Hermann Ludwig Heeren: Handbok uti gamla staternas historia, med afseende på deras författningar, handel och colonier (Ekmarck, 1817)
- Edward Gibbon: Muhammeds historia (Stockholm, 1817)
- Claus Harms: De christnas tro: försök till en ny lärobok i christendomen (Religion der Christen) (Stockholm, 1819)
- Kālidāsa: Sakontala: ett indiskt dramatiskt poem (Śakuntalā) (öfversatt från sanscrit på engelska af W. Jones och, efter denna samt G. Forsters tyska tolkning, på svenska af J. Ekelund, Stockholm, 1821)
- Walter Scott: Waverley, eller Skottland för 80 år sedan (Stockholm, 1824)
- Walter Scott: Nigels äfventyr (The fortunes of Nigel) (Hæggström, 1827)
- Washington Irving: Bracebridge Hall, eller En vår på landet i England (Stockholm, 1828)
- Friedrich Schlegel: Lifvets philosophi: femton föreläsningar hållna i Wien 1827 (Philosophie des Lebens) (Hæggström, 1834)
- Karl Gützlaff: Nyaste underrättelser om Östra Indien och China, eller missionären C. Gützlaffs treåriga vistelse i Konungariket Siam, jämte hans trenneresor i China, åren 1831, 1832 och 1833 (Bredberg, 1836)